# Antonio Moreno
Pour les articles homonymes, voir Moreno.
Antonio Moreno, né le 26 septembre 1887 à Madrid et mort le 15 février 1967 à Beverly Hills, est un acteur et réalisateur espagnol, actif des années 1910 jusqu'à la fin des années 1950.

## Biographie
Né Antonio Garrido Monteagudo à Madrid, Espagne, Antonio Moreno s'est installé dans le Massachusetts aux États-Unis à l'âge de quatorze ans. Après avoir terminé ses études à la Williston Northampton School de Northampton, il devient acteur de théâtre pour des productions régionales. En 1912, il s'installe à Hollywood en Californie où il signe un contrat avec les studios Vitagraph.
En 1914, il apparaît à plusieurs reprises aux côtés de la très populaire actrice du cinéma muet Pearl White, ce qui lui vaut une popularité croissante et lui permet de côtoyer ensuite sur le grand écran de prestigieux acteurs tels que Tyrone Power, Sr., Gloria Swanson, Blanche Sweet, Pola Negri et Dorothy Gish. À cette époque, Antonio Moreno est catalogué comme l'archétype du « Latin Lover », au même titre que d'autres acteurs comme Ramón Novarro ou Rudolph Valentino.

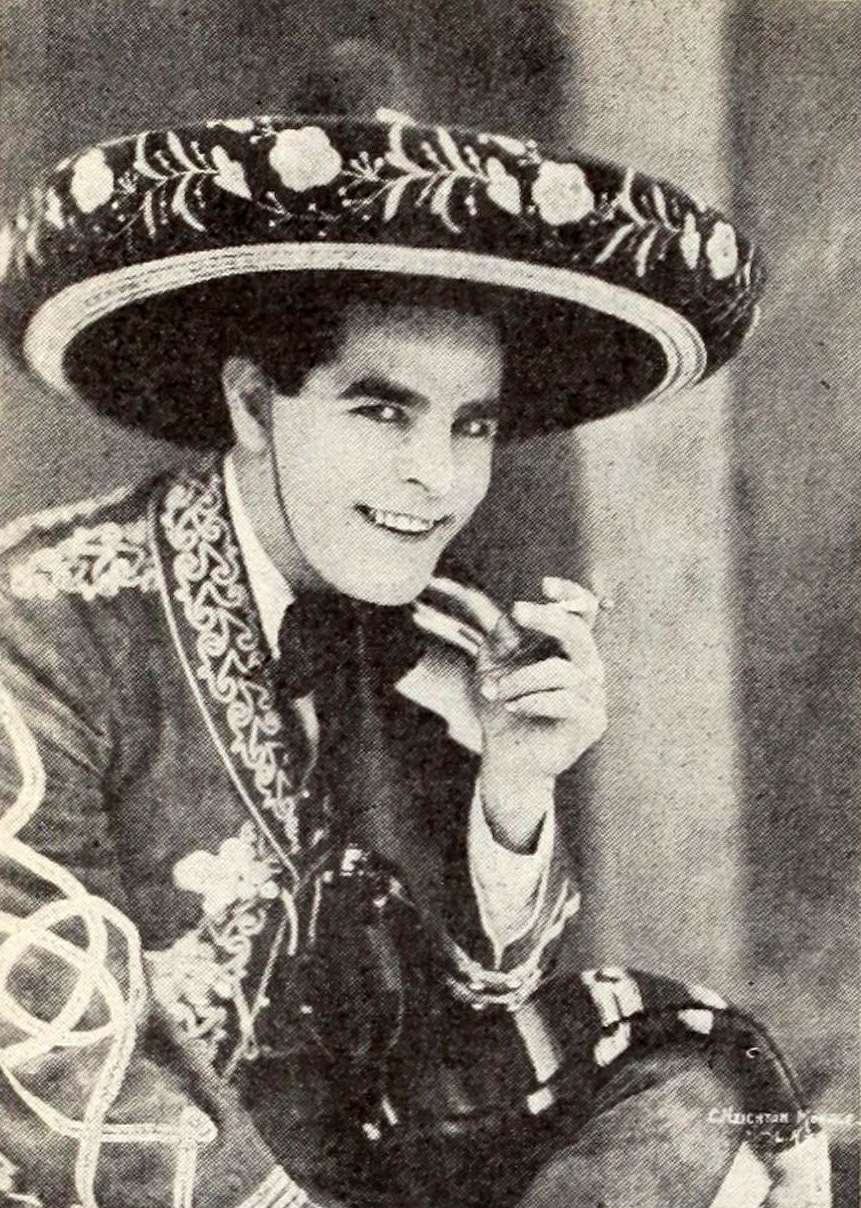
Antonio Moreno (1921).

Au début des années 1920, Antonio Moreno rejoint la compagnie Famous Players Film Company du magnat de l'industrie Jesse Lasky où il est l'un des acteurs les mieux payés de l'époque. En 1926 il incarne le premier rôle aux côtés de Greta Garbo dans La Tentatrice puis, l'année suivante, connaît un grand succès avec Clara Bow dans Le Coup de foudre.
En 1923, Moreno épouse la riche héritière américaine Daisy Canfield Danziger et ils s'installent ensemble sur la propriété Crestmount, sur les hauteurs de Hollywood. Ils y construisent l'une des résidences les plus somptueuses : Paramour, connue aujourd'hui sous le nom de Canfield-Moreno, dans laquelle ils vivent dans le luxe. Cette propriété sert également de studio d'enregistrement, et fait désormais partie du patrimoine culturel d'Hollywood. Leur union dure 10 ans, et les époux se quittent bons amis, peu de temps avant que Daisy ne se tue dans un accident de la circulation, sa voiture plongeant dans un ravin près de Mulholland Drive.
Avec l'avènement du cinéma sonore à la fin des années 1920, la carrière de Moreno commence à péricliter, notamment à cause de son fort accent espagnol. Il commence alors à s'investir dans le cinéma mexicain. Il initie notamment l'essor du cinéma parlant en réalisant le premier film sonore Santa (en) en 1932. Ce film a été classé à la 67e place d'une liste des 100 meilleurs films mexicains de tous les temps établie en 1994.
Au milieu des années 1930, il fait un retour en force à Hollywood en incarnant des rôles de caractère. Jusqu'à la fin des années 1950, il apparaît dans plusieurs films marquants, comme le classique du film d'horreur L'Étrange Créature du lac noir en 1954 et le western épique de John Ford La Prisonnière du désert en 1955, aux côtés de John Wayne et Natalie Wood.
Moreno prend sa retraite artistique à la fin des années 1950. Il meurt d'un arrêt cardiaque à Beverly Hills en 1967. Il est enterré au Forest Lawn Memorial Park de Glendale en Californie.
Pour l'ensemble de sa carrière prolifique, Antonio Moreno a obtenu une étoile sur le Hollywood Walk of Fame.

## Filmographie

### Comme acteur
- 1912 : L'Invisible Ennemi  de  D. W. Griffith
- 1912 : So Near, Yet So Far  de  D. W. Griffith
- 1912 : Cœur d'apache (The Musketeers of Pig Alley), de D. W. Griffith
- 1912 : His Own Fault
- 1912 : Iola's Promise
- 1912 : The Voice of the Millions
- 1912 : Two Daughters of Eve  de  D. W. Griffith
- 1913 : A Cure for Suffragettes (en) d'Edward Dillon
- 1913 : A Misunderstood Boy (en) de  D. W. Griffith
- 1913 : By Man's Law
- 1913 : No Place for Father
- 1913 : Oil and Water (en) de  D. W. Griffith
- 1913 : The House of Discord (en) de James Kirkwood Sr.
- 1913 : The Wedding Gown
- 1914 : Fogg's Millions
- 1914 : Gentleman John Rance
- 1914 : Goodbye Summer (en) de Van Dyke Brooke
- 1914 : His Father's House
- 1914 : Judith de Béthulie (Judith of Bethulia) de D. W. Griffith
- 1914 : Memories in Men's Souls
- 1914 : Men and Women (en) de  D. W. Griffith
- 1914 : Politics and the Press
- 1914 : Strongheart (en) de James Kirkwood Sr.
- 1914 : Sunshine and Shadows
- 1914 : The Accomplished Mrs. Thompson
- 1914 : The Hidden Letters
- 1914 : The Ladies' War
- 1914 : The Loan Shark King
- 1914 : The Old Flute Player
- 1914 : The Peacemaker
- 1914 : The Persistent Mr. Prince
- 1914 : The Song of the Ghetto
- 1914 : Too Many Husbands
- 1914 : Under False Colors (en) d'Émile Chautard
- 1915 : A 'Model' Wife
- 1915 : A Price for Folly
- 1915 : Anselo Lee (en)  de  Harry Handworth (en)
- 1915 : In the Latin Quarter (en) de  Lionel Belmore
- 1915 : Love's Way
- 1915 : On Her Wedding Night
- 1915 : The Dust of Egypt
- 1915 : The Gypsy Trail
- 1915 : The Island of Regeneration
- 1915 : The Night of the Wedding
- 1915 : The Park Honeymooners
- 1915 : The Quality of Mercy
- 1915 : Youth de Harry Handworth (en)
- 1916 : A Capable Lady Cook
- 1916 : Kennedy Square (en) de  S. Rankin Drew
- 1916 : Rose of the South
- 1916 : She Won the Prize
- 1916 : The Devil's Prize
- 1916 : The Shop Girl
- 1916 : the Sleuth Susie
- 1916 : The Supreme Temptation
- 1916 : The Tarantula (en) de  George D. Baker
- 1917 : A Son of the Hills
- 1917 : Aladdin from Broadway (en) de  William Wolbert
- 1917 : By Right of Possession (en)   de  William Wolbert
- 1917 : Captain of the Gray Horse Troop (en)  de  William Wolbert
- 1917 : Her Right to Live (en) de Paul Scardon
- 1917 : Money Magic (en) de  William Wolbert
- 1917 : The Angel Factory (en) de  Lawrence B. McGill
- 1917 : The Magnificent Meddler (en)  de  William Wolbert
- 1917 : The Mark of Cain de George Fitzmaurice
- 1918 : The First Law (en) de  Lawrence McGill
- 1918 : La Maison de la Haine (The House of Hate) de George B. Seitz
- 1918 : The Iron Test
- 1918 : The Naulahka (en)  de George Fitzmaurice
- 1919 : Perils of Thunder Mountain
- 1920 : The Invisible Hand (en) de William Bowman
- 1920 : Le voile mystérieux (The Veiled Mystery)  de William J. Bauman, Webster Cullison, Francis J. Grandon et Antonio Moreno
- 1921 : A Guilty Conscience (en)
- 1921 : The Secret of the Hills (en) de Chester Bennett
- 1921 : Three Sevens (en)  de Chester Bennett de  Sam Wood
- 1922 : La Dictatrice (My American Wife)  de  Sam Wood
- 1923 : Rita, la petite danseuse (Look Your Best) de Rupert Hughes
- 1923 : Un drame en Polynésie (Lost and Found on a South Sea Island) de Raoul Walsh
- 1923 : The Exciters (en) de  Maurice Campbell
- 1923 : La Danseuse espagnole (The Spanish Dancer) d'Herbert Brenon
- 1923 : La Fille du bois maudit (The Trail of the Lonesome Pine) de Henry Hathaway
- 1924 : Bluff de Sam Wood
- 1924 : Flaming Barriers (en) de  George Melford
- 1924 : Hello, 'Frisco de Slim Summerville
- 1924 : Honoria Suarez en Hollywood
- 1924 : Les Loups de la frontière (The Border Legion) de William K. Howard
- 1924 : The Story Without a Name (en) d'Irvin Willat
- 1924 : Tiger Love (en) de  George Melford
- 1925 : Her Husband's Secret de Frank Lloyd
- 1925 : Learning to Love de Sidney Franklin
- 1925 : One Year to Live d'Irving Cummings
- 1926 : Quand la femme est Roi (Beverly of Graustark)  de Sidney Franklin
- 1926 : Love's Blindness (en)  d'Elinor Glyn
- 1926 : Mare Nostrum de Rex Ingram
- 1926 : The Flaming Forest de Reginald Barker
- 1926 : La Tentatrice de Fred Niblo
- 1927 : Come to My House (en) d'Alfred E. Green
- 1927 : Le Coup de foudre (It) de Clarence G. Badger
- 1927 : Madame Pompadour (en) d'Herbert Wilcox
- 1927 : La Sirène de Venise (Venus of Venice) de   Marshall Neilan
- 1928 : La Belle Exilée (Adoration) de Frank Lloyd
- 1928 : Nameless Men
- 1928 : Taxi de minuit
- 1928 : The Whip Woman
- 1929 : Careers de John Francis Dillon
- 1929 : Romance of the Rio Grande
- 1929 : Synthetic Sin
- 1929 : The Air Legion
- 1930 : El Cuerpo del delito
- 1930 : El Hombre malo
- 1930 : La Voluntad del muerto d'Enrique Tovar Ávalos (en)
- 1930 : Los que danzan
- 1930 : Le Prix d'un baiser (One Mad Kiss) de Marcel Silver et James Tinling
- 1930 : Rough Romance d'A.F. Erickson
- 1931 : The Wide Open Spaces d'Arthur Rosson
- 1933 : El Precio de un beso
- 1933 : Primavera en otoño (en) d'Eugene Forde
- 1934 : La Ciudad de cartón de Louis King
- 1935 : Alas sobre El Chaco (en) de Christy Cabanne
- 1935 : Asegure a su mujer de Lewis Seiler
- 1935 : Rosa de Francia de José López Rubio et Gordon Wiles
- 1935 : Señora casada necesita marido de James Tinling
- 1935 : Storm Over the Andes (en) de Christy Cabanne
- 1936 : La Bohémienne de  James W. Horne et Charley Rogers
- 1938 : Rose of the Rio Grande
- 1939 : Ambush
- 1939 : María de la O de Rafael de León
- 1940 : La Maison des sept péchés de Tay Garnett
- 1941 : Fiesta (en) de  LeRoy Prinz
- 1941 : The Kid from Kansas
- 1941 : Idylle en Argentine (They Met in Argentina) de  Leslie Goodwins et Jack Hively
- 1941 : Two Latins from Manhattan
- 1942 : L'Homme caché (Undercover Man) de Lesley Selander : Don Thomas Gonzales
- 1942 : La Vallée du soleil (Valley of the Sun) de George Marshall
- 1944 : Tampico de Lothar Mendes
- 1945 : Pavillon noir de Frank Borzage
- 1946 : Les Enchaînés d'Alfred Hitchcock
- 1946 : Sol y sombra de Rafael E. Portas
- 1947 : Capitaine de Castille de Henry King
- 1949 : Le Démon de l'or de  S. Sylvan Simon et George Marshall
- 1950 : Cas de conscience de Richard Brooks
- 1950 : Dallas, ville frontière de Stuart Heisler
- 1950 : Saddle Tramp
- 1951 : Le Signe des renégats d'Hugo Fregonese
- 1952 : Passage interdit d'Hugo Fregonese
- 1953 : Le Port des passions d'Anthony Mann
- 1953 : Révolte au Mexique de Budd Boetticher
- 1954 : Entre barracas
- 1954 : La Brigade héroïque de Raoul Walsh
- 1954 : L'Étrange Créature du lac noir (Creature from the Black Lagoon), de Jack Arnold
- 1956 : La Prisonnière du désert de John Ford : Emilio Gabriel Fernandez
- 1959 : Catch Me If You Can

### Comme réalisateur
- 1920 : Le voile mystérieux (The Veiled Mystery)
- 1932 : Águilas frente al sol
- 1932 : Santa (es)
- 1933 : Revolución